# روکه سانتا کروز
روکه سانتا کروز (به انگلیسی: Roque Santa Cruz) متولد ۱۶ اوت ۱۹۸۱ در پاراگوئه است.یک بازیکن اهل فوتبال پاراگوئه است.در پست مهاجم بازی می‌کند.
او تاکنون در تیمهای المپیا، بایرن مونیخ، بلکبرن، منچستر سیتی ، رئال بتیس ، مالاگا ، کروز آزول بازی کرده‌است
او تاکنون ۱۱۲ بازی برای تیم ملی پاراگوئه انجام داده است و ۳۲ گل به ثمر رسانده.

## افتخارات

### باشگاهی
المپیا آسونسیون
- پاراگوئه Primera División : 1997 ، 1998 ، 1999 ، 2018 Apertura ، 2018 Clausura ، 2019 Apertura ، 2019 Clausura, 2020 Clausura

Copa Paraguay: 2021
بایرن مونیخ
- بوندس لیگا : 1999–2000 ، 2000–01 ، 2002–03 ، 2004–05 ، 2005–06
- DFB-Pokal : 1999–2000 ، 2002–03 ، 2004–05 ، 2005–06
- DFB-Ligapokal : 2000 ، 2004
- لیگ قهرمانان یوفا : 2000–01
- جام بین قاره ای : 2001

پاراگوئه
- نایب قهرمان کوپا آمریکا : 2011
- بازیکن فصل بلکبرن روورز : 2007–08
- فوتبالیست پاراگوئه سال : 1999 ، 2018
- بهترین بازیکن ماه لیگ برتر : دسامبر 2007